# پری‌شاهرخ باغستان
پری‌شاهرخ باغستان (نام علمی: Icterus spurius) نام یک گونه از سرده پری‌شاهرخ بر جدید است.